# Türlersee
Der Türlersee liegt im Knonaueramt ("Säuliamt") im Kanton Zürich an der Grenze der Gemeinden Aeugst und Hausen am Albis auf 643 m ü. M.

## Topografie
Der Türlersee liegt zum grössten Teil auf dem Gemeindegebiet von Aeugst. Der See ist rund 1,4 Kilometer lang und etwa 500 Meter breit. Am südöstlichen Ufer liegt ein Campingplatz und das Strandbad Türlen. Im Norden verlässt der Fluss Reppisch den See.

## Entstehung

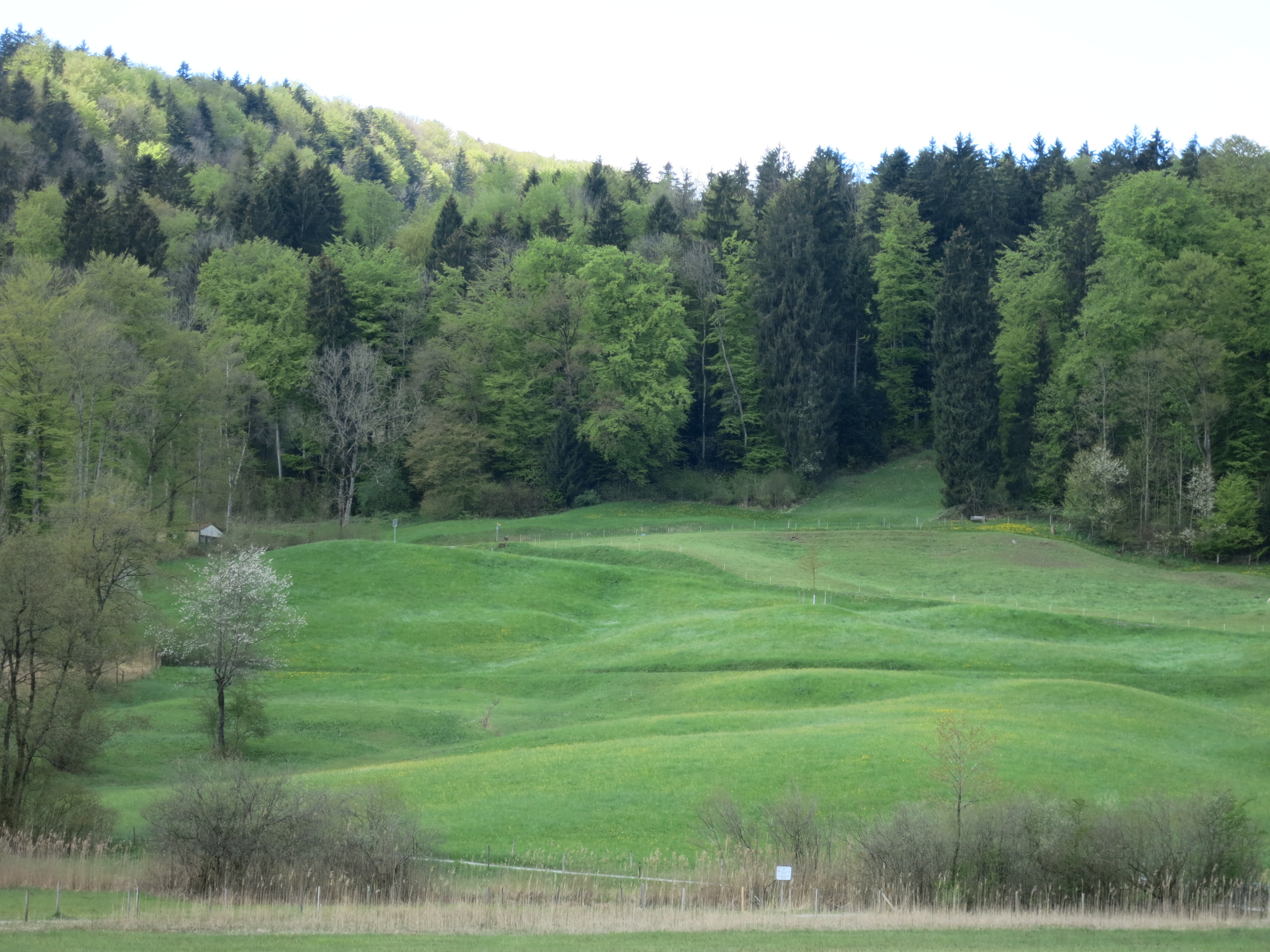
Bergsturzgebiet, rechts Reppischabfluss

Ein Bergsturz am Aeugsterberg veränderte am Ende der letzten Eiszeit vor etwa 10000 Jahren die Landschaft. Der aus Molasse bestehende Aeugsterberg ragte zu dieser Zeit wie eine Insel aus den von Reuss- und Linthgletscher gemeinsam gebildeten Eismassen. Nach dem Abschmelzen des Gletschers liess der Druck auf die Bergflanke nach, und gleichzeitig verstärkten die Schmelzwasserbäche die Erosion am Fuss des Berges. Der Hang verlor die Stabilität, und 60 Millionen Kubikmeter Gestein rutschten in das Tal und stauten die Reppisch zum Türlersee auf. Zuerst floss der Türlersee über den Hexengraben in Richtung Reuss ab, erst später über die Reppisch in die Limmat.

## Erholung und Naturschutz
Mit dem 4 km
langen Weg um den See und durch die umliegenden Wälder ist der See ein beliebtes Naherholungsgebiet. Die Umrundung des Sees (sog. «Türlerseerundweg») dauert rund 65 Minuten (ab Haltestelle „Hausen - Türlersee“, Postautolinie 236). Ein Strandbad sowie weitere Strände und Stege bieten Bademöglichkeiten. In erster Linie ist die Landschaft am Türlersee ein vielfältiges Natur- und Landschaftsschutzgebiet mit Naturufern, artenreichen Flach- und Hangmooren und Trockenwiesen. Als Laichplatz für Grasfrösche und Erdkröten ist der See von kantonaler Bedeutung.
1944 wurde die erste Verordnung zum Schutze des Türlersees erlassen, die wegen des stetig ansteigenden Zustroms von Besuchern 1998 und 2001 (Schutzverordnung vom 17. Dezember 2001) angepasst wurde. Eine intensive Erholungsnutzung ist aus diesem Grund nur in den abgegrenzten Bereichen möglich: Im Gebiet des Campingplatzes, nahe der Kantonsstrasse am nördlichen Ende des Sees und beim sogenannten «Hexengraben».
Wegen seiner windgeschützten Lage zwischen Albis und Aeugsterberg wird das Wasser des Türlersees kaum umgewälzt. Deshalb wird die Wasserumwälzung im Winter mit einer Zirkulationsanlage unterstützt.
Der Türlersee ist mit öffentlichen Verkehrsmitteln gut zu erreichen: Beispielsweise aus der Stadt Zürich mit dem Tram 14 bis Triemli und mit der Postautolinie 235 oder mit der S-Bahn Zürich (S5) bis nach Affoltern am Albis, Buslinie 223 via Hausen am Albis bis Türlersee. Der Türlersee liegt an der regionalen Velowanderroute 51 Säuliamt–Schwyz–Zürich–Schwyz.

## Sage zur Entstehungsgeschichte
Um die Entstehung des Gewässers rankt sich eine Sage:
Da, wo jetzt der Türlersee sich ausbreitet, lag in alten Zeiten ein schöner Bauernhof mit fruchtbaren Feldern. Der Besitzer hatte ein einziges Kind, eine anmutige, liebe Tochter. Die war dem jungen Schlossherrn auf der Schnabelburg ins Auge gefallen, und er stellte ihr leidenschaftlich nach. Das ehrbare Kind wies aber beharrlich all seine Versprechungen zurück.
Da überredete der Schlossherr den Vater, das Mädchen zu mitternächtlicher Stunde unter allerlei Vorspiegelungen auf das Schloss zu bringen. Er öffnete selbst das Tor und zog die Widerstrebende herein. Wie er das Tor schliessen wollte, merkte sie, was gespielt wurde, und stiess einen Schrei der Verwünschung gegen ihren verräterischen Vater aus. In diesem Augenblick fuhr ein flammender Blitz vom Himmel und traf ihr Elternhaus. Sie sah, wie sich eine feurige Kluft öffnete und der schmucke und einst so gesegnete Hof mit allen Feldern darin verschwand. Am Morgen aber lag an deren Stelle ein See.

## Seegfrörni
Der Türlersee war u. a. im Januar 2009 und im Januar 2012 zugefroren, mit begehbarer Eisschicht.

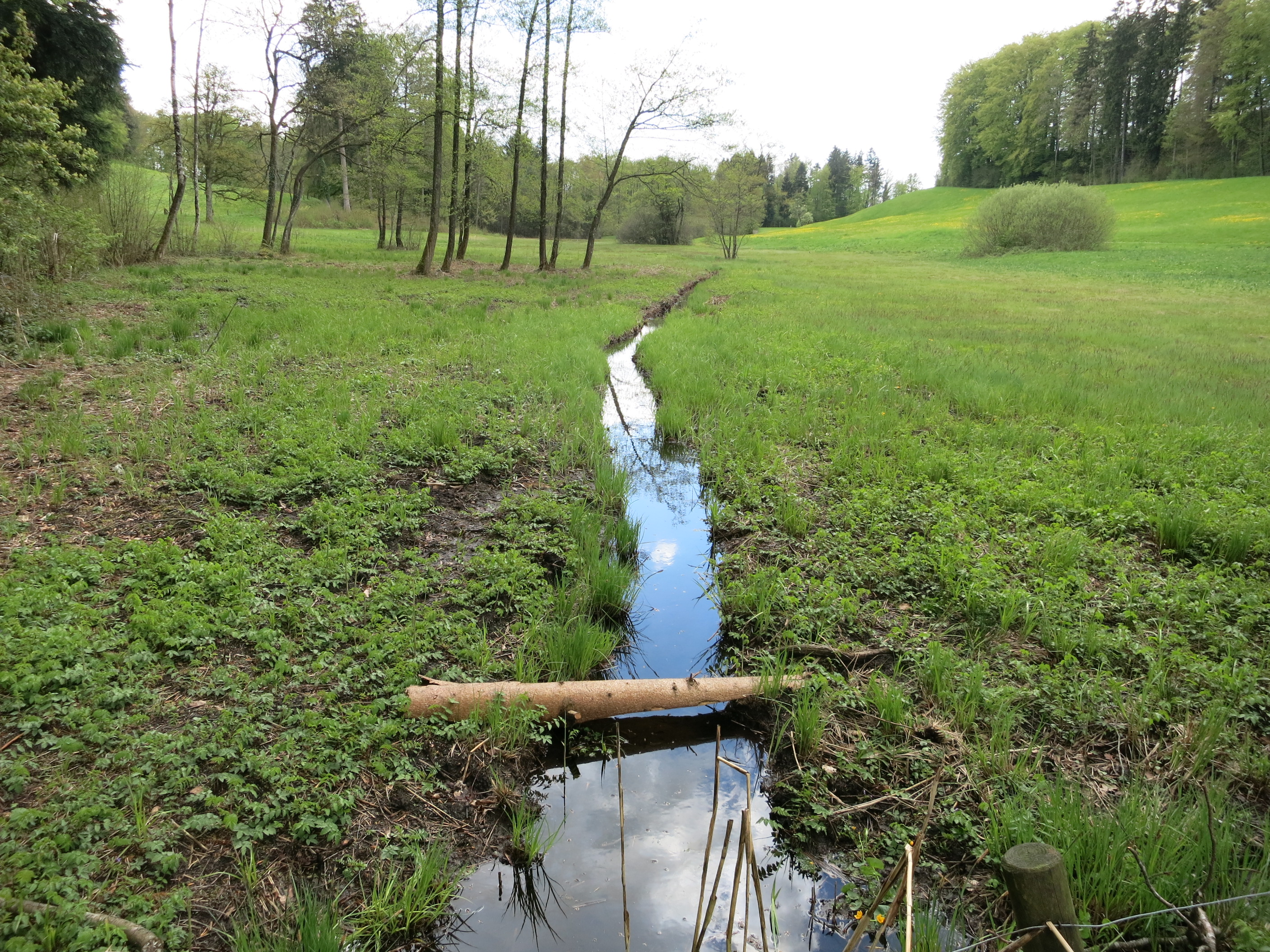
Hexengraben
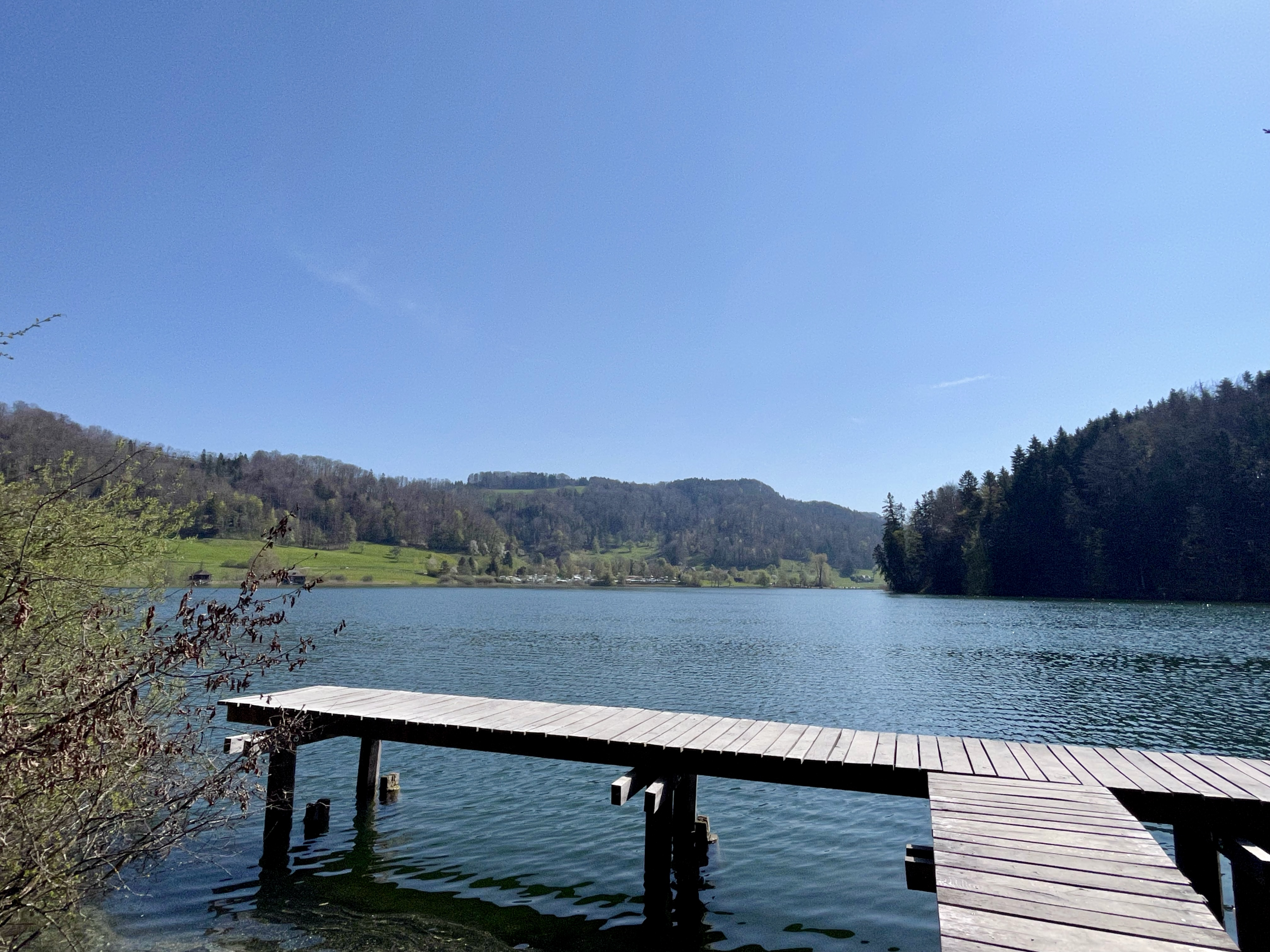
Türlersee nach Südosten
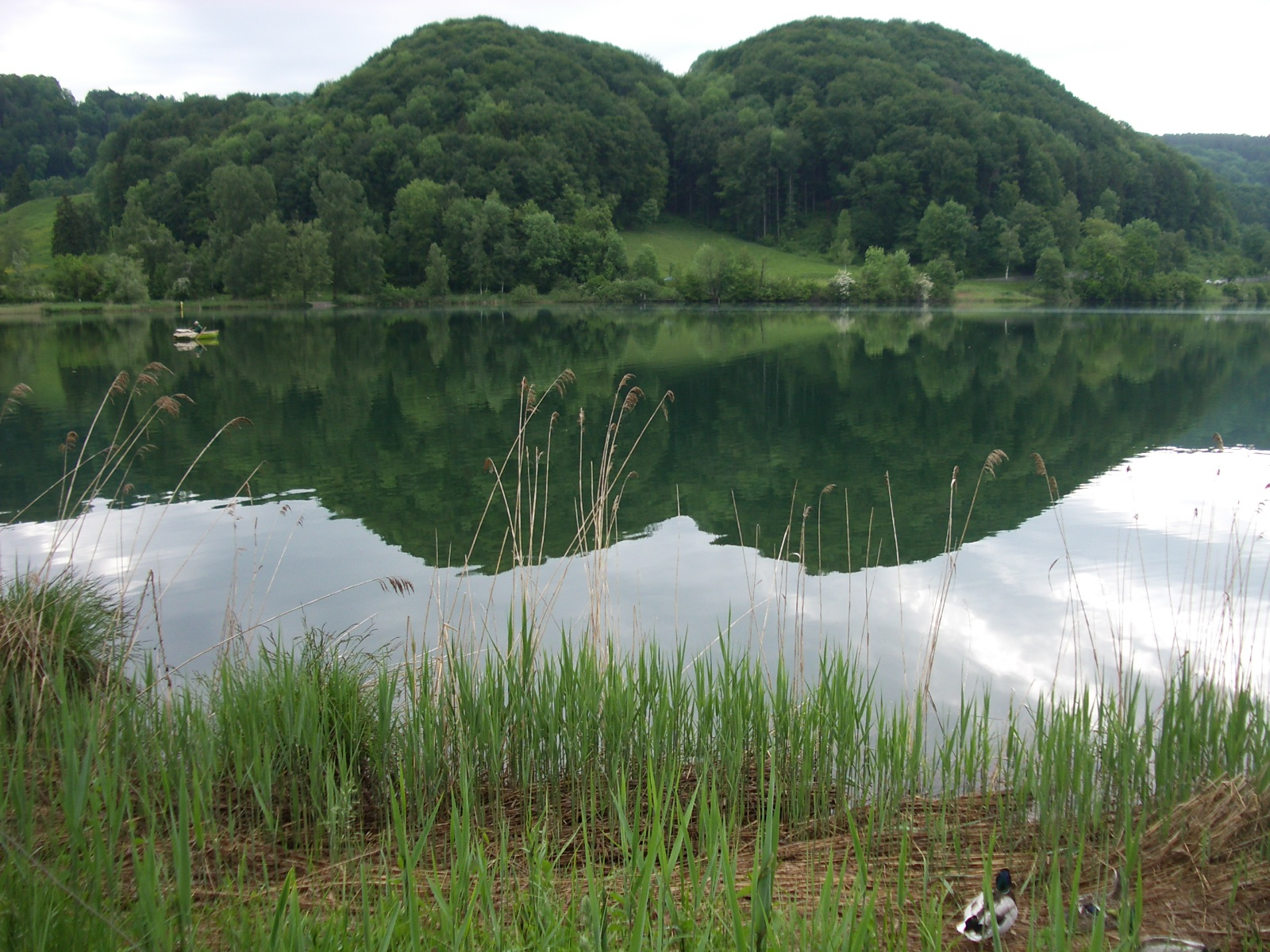
Fuss der Albiskette, Wasserscheide zur Limmat
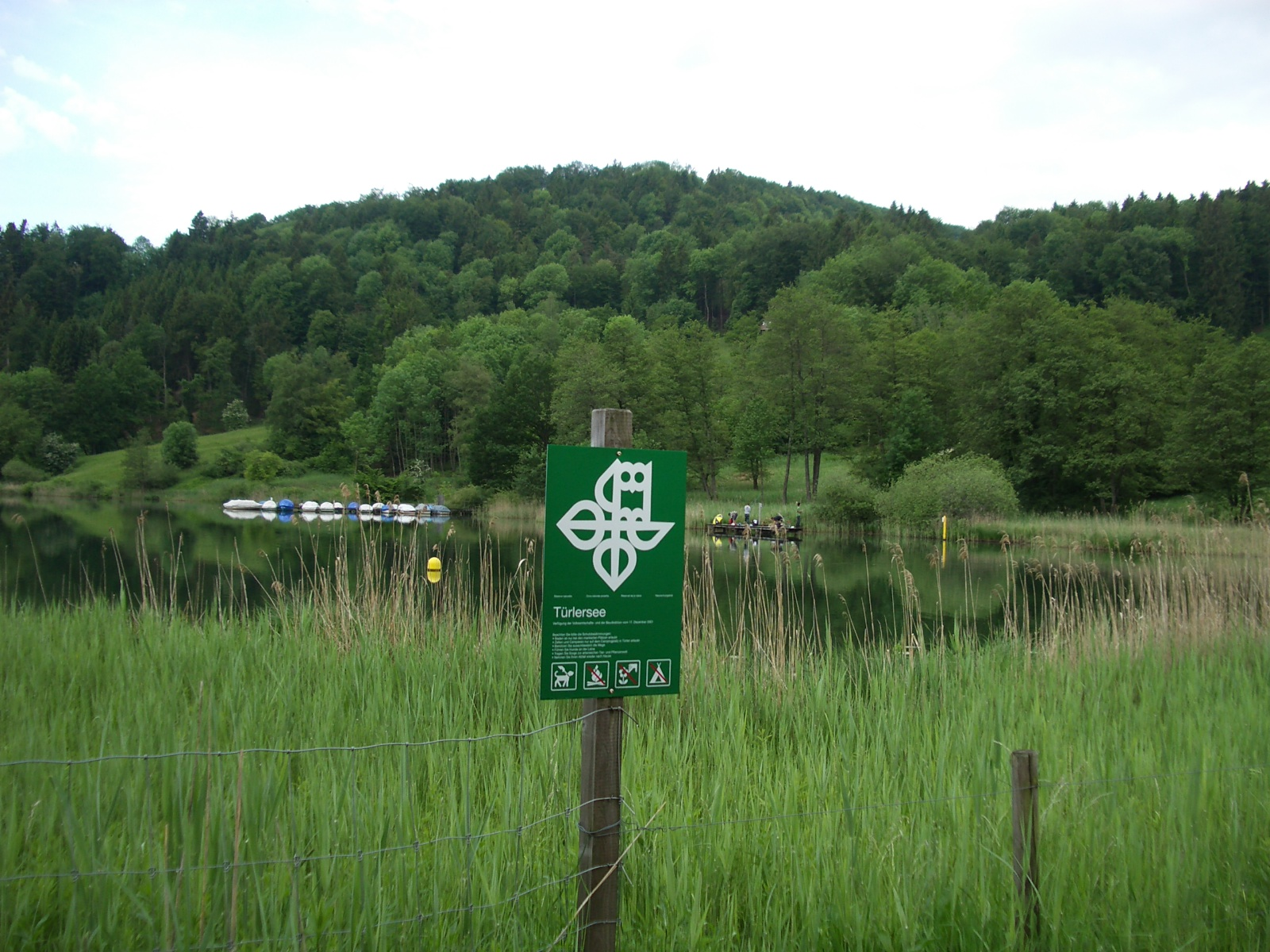
Naturschutzgebiet
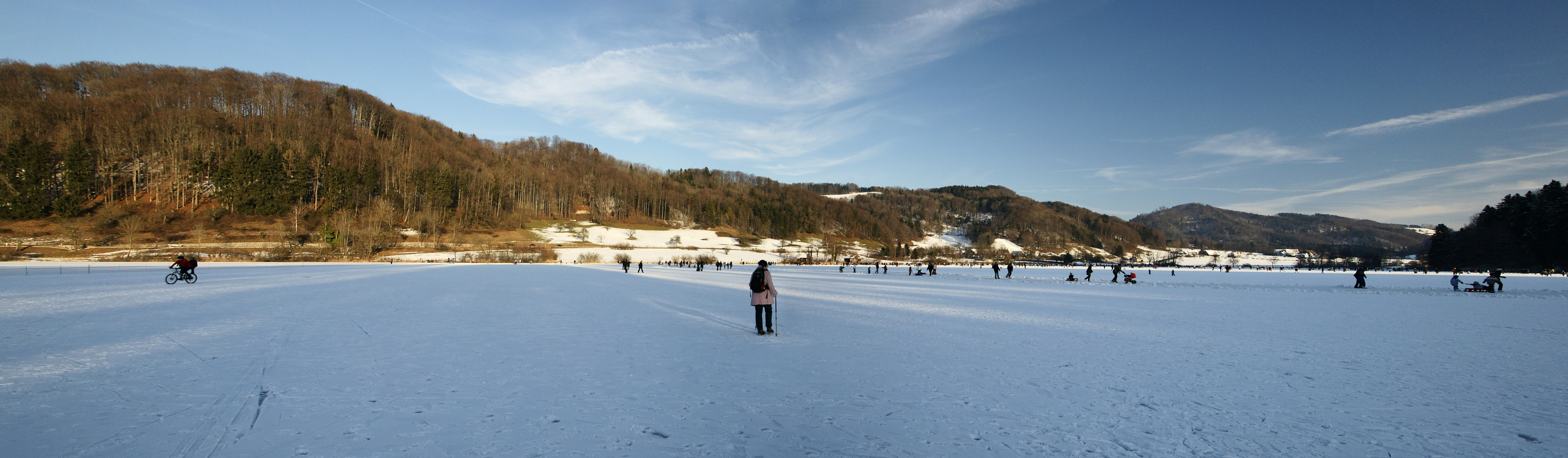
Seegfrörni 2009